# ماغدالين من كليفز
ماغدالين من يوليش-كليفه-برغ (2 نوفمبر 1553 - 30 أغسطس 1633)؛ هي الطفلة الخامسة لوالديها فيلهلم دوق يوليش كليفز برغ وماريا النمساوية ابنة الإمبراطور فرديناند الأول .
تزوجت عام 1579 من الكونت بالاتينات-تسفايبروكن يوهان الأول الأعرج شقيق الأصغر لصهرها فيليب لودفيغ كونت بالاتينات-نيوبورغ المتزوجة من شقيقتها الكبرى آنا، مسبقاً في 1546 منح الإمبراطور شارلكان للدوقيات حق وراثة الإناث، لذلك عندما توفي شقيقها الدوق يوهان فيلهلم عام 1609 دون وريث ذكر، كان بإمكانها وبمجرد شقيقاتها وابنة شقيقتها الكبرى أن يلعبوا دورًا حيويًا في مسألة من سيرث إقليم المبعثرة في شمال غرب ألمانيا والثري، بحيث ادعى زوجها بأن الميراث من حق أسرته، كما فعل ناخب براندنبورغ يوهان سيغيسموند الذي كان متزوجًا من آنا ابنة ماري إليونور شقيقتها الكبرى (ادعى يوهان سيغيسموند أن عقد زواجهما من عام 1573 أعطاه الأفضلية المطالبة)، وكان المدعي الثالث هو كونت بالاتينات فيليب لودفيغ من نيوبورغ صهرها، أخيرًا ادعت دوقية ساكسونيا بالمطالبة بناءً على اتفاق بهذا المعنى مع الإمبراطور.
نظرًا لأن جميع المطالبين كانوا أعضاء في تحالفات أوروبية هامة، وبالتالي كان هابسبورغ وفرنسا متورطين بشكل غير مباشر، فقد هدد إلى صراع دولي والذي أدى إلى نشوب حرب خلافة يوليش، ومع ذلك بعد وفاة هنري الرابع ملك فرنسا تم تسوية النزاع مؤقتًا بموجب معاهدة كسانتن، والتي قسمت هذه الدوقيات المتحدة بين براندنبورغ وبالاتينات-نيوبورغ، قبل غضون ذلك توفي زوجها في عام 1604 وورث ابنهما الأكبر يوهان الثاني (1584-1635) المطالبات، ولكنه لم يحصل على نصيب بموجب معاهدة كسانتن.
توفيت في 30 أغسطس 1633 ودفنت في الكنيسة الإصلاحية في مايزنهايم.

## الذرية
أنجبت ماغدالين لزوجها:-
1. لودفيغ فيلهلم (28 نوفمبر 1580 - 26 مارس 1581).
2. ماريا إليزابيث (7 نوفمبر 1581 - 18 أغسطس 1637) ، تزوجت عام 1601 من غيورغ غوستاف كونت بالاتينات-فيلدنتس، لهم ذرية.
3. آنا ماغدالين (ولدت وتوفيت عام 1583).
4. يوهان الثاني من تسفايبروكن (26 مارس 1584 - 9 أغسطس 1635).
5. فريدريك كازيمير من تسفايبروكن-لاندسبرغ (10 يونيو 1585 - 30 سبتمبر 1645).
6. يوهان كازيمير من كليبورغ (20 أبريل 1589 - 18 يونيو 1652)؛ هو والد كارل العاشر غوستاف السويدي.
7. أماليا ياكوبا هنرييت (26 سبتمبر 1592 - 18 مايو 1655)؛ تزوجت عام 1638 من الكونت ياكوب فرانتس من بيستاكالدا.
8. إليزابيث دوروثيا (توفيت شابة عام 1593).
9. آنا كاتارينا (ولدت وتوفيت عام 1597).